# Dům U Cibulků
Dům U Cibulků je dům čp. 413/I na Starém Městě v Praze na rohu Perlové ulice (č. 2) a Uhelného trhu (č. 8). Je chráněn jako kulturní památka České republiky.

## Historie

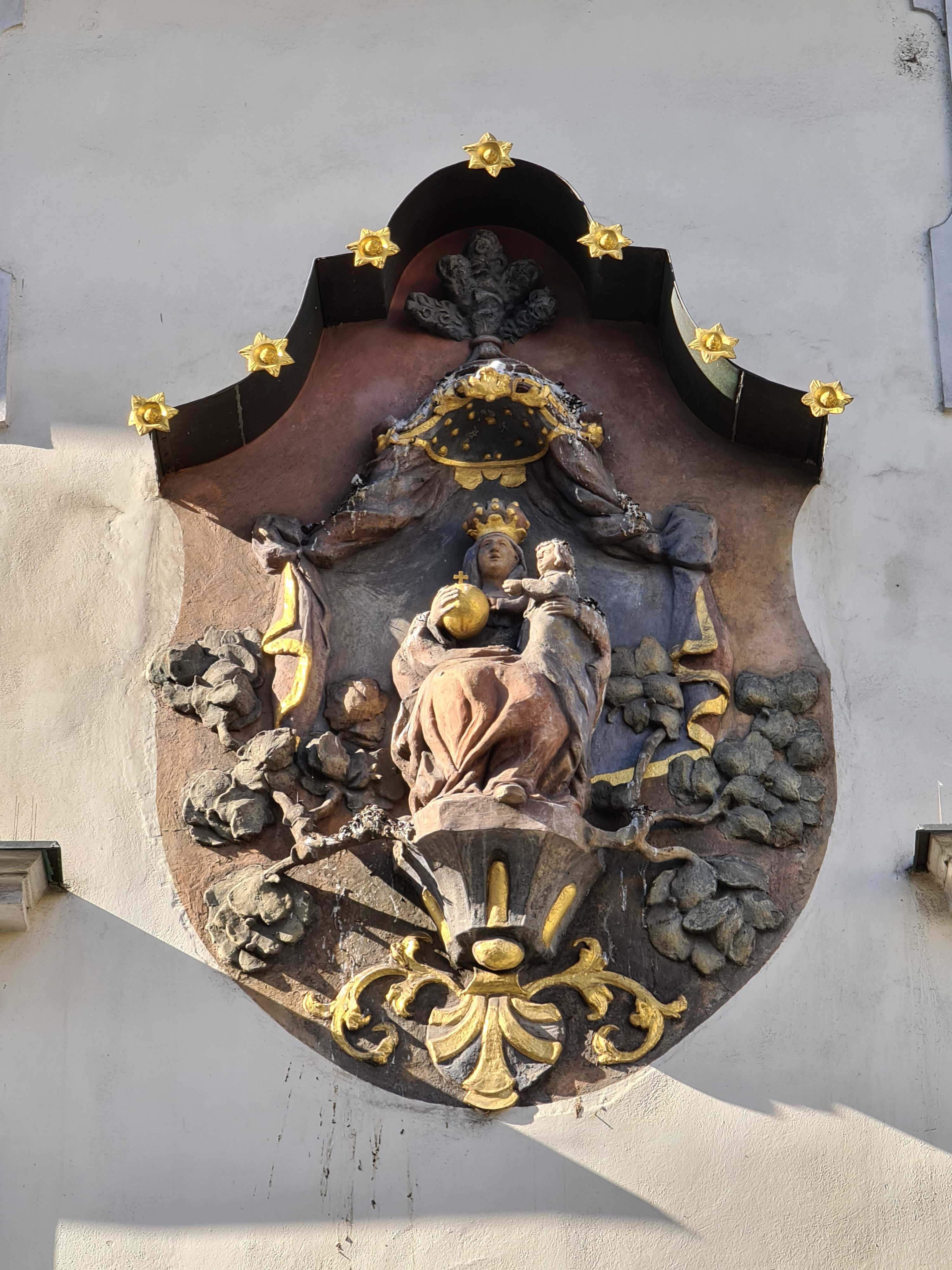
Reliéf Panny Marie

Dům je původně gotický, postavený na místě starší budovy. Roku 1351 se poprvé připomíná v městských knihách jako dům Maršíka koníře a jeho syn Mikuláše "in Novo foro", tedy na novém náměstí, roku 1413 dům již stál na Uhelném trhu ("in novo foro carbonorum"), ale název nebyl pevní, v 15. století se objevuje také náměstí sv. Havla ("in foro S. Galli"). V domě se jako majitelé střídali drobní řemeslníci. Má kamenné klenuté sklepy, pravděpodobně ze 14. století.
Krátce před rokem 1665 byl dům výrazně přestavěn a zvýšen o jedno patro, na stavbě se patrně podílel stavitel Martin Lurago. Poté byli majiteli tesař Tomáš Schreyer, Martino Spinetti a jeho syn Giovanni Antonio. Klasicistní úpravy nejsou datované, předpokládá se, že proběhly mezi lety 1816–1837.

## Výzdoba
Na fasádě 2. patra do Perlové ulice:
- Štukový reliéf trůnící Panny Marie královny s dítětem, z trůnu raší ratolesti růžového keře; stylově pozdně barokní dílo z 2. poloviny 18. století (?).